# قرار الرايخستاغ للسلام
تَم تمرير قَرار رايخستاغ للسلام مِن قِبل الرايخستاغ للإمبراطورية الألمانية في 19 يوليو 1917 بأغلبية 212 صوتا مقابل 126. وقد حَصل على تأييد الاشتراكيون الديمُقراطيون وحِزب الوسط الكاثوليكى وحِزب الشعب التقدُمى، وعارضهُ الليبراليون الوطنيون والمحافظون.
وقَدم القَرار الزعيم الكاثوليكى «ماتياس ارزبرجر». وكان ذلك بِمثابة مُحاولةً للسعي إلى إِبرام مُعاهدة سَلام مُتفاوض عليها وإِحلال سَلام هادئ للغَاية لإنهاءِ الحرب العالمية الأولى. ودَعا القرار إلى عدم ضَمِ الأراضي، وعدم دفع أي تَعويضات، وحرية المِلاحة في البِحار، وحرية التحكيم الدِولي.
وقَد تَم تَجاهُلِهَا مِن قِبَلِ القِيادة العُلياَ الألمانية ومِن قِبل القوى المُتحالِفة( قوي الحُلفَاءِ).